# Le Fief-Sauvin
Le Fief-Sauvin korábbi község Franciaország Loire mente régiójában, Maine-et-Loire megyében. 2015. december 15-én tíz másik korábbi községgel egyesült és Montrevault-sur-Èvre új község része lett.
Lakosainak száma 1671 fő (2018. január 1.). Le Fief-Sauvin Beaupréau-en-Mauges, La Chapelle-du-Genêt, Gesté, Montrevault-sur-Èvre, Le Puiset-Doré, Saint-Pierre-Montlimart, Saint-Rémy-en-Mauges és Villedieu-la-Blouère községekkel határos.

## Népesség
A település népességének változása:
| Lakosok száma | 1536 | 1581 | 1596 | 1507 | 1455 | 1590 | 1671 | 1666 | 1658 | 1671 |
|               | 1962 | 1968 | 1982 | 1990 | 1999 | 2008 | 2011 | 2013 | 2017 | 2018 |